# 220886 Lauren-Yuill
220886 Lauren-Yuill è un asteroide della fascia principale. Scoperto nel 2004, presenta un'orbita caratterizzata da un semiasse maggiore pari a 3,1071955 au e da un'eccentricità di 0,2044993, inclinata di 17,74418° rispetto all'eclittica.